# Serie 1400 de CP
La Serie 1400, también conocidas como English Electric en referencia a la fabrica donde fueron construidas, es un tipo de locomotora a tracción diesel-eléctrica, al servicio de la operadora Caminhos de Ferro Portugueses, y de sus sucessoras, CP Carga y Comboios de Portugal.

## Historia
Esta es la más numerosa serie de locomotoras diésel-eléctricas de la compañía de Comboios de Portugal, con 67 unidades; las primeras 10 fueron construidas en la fábrica English Electric, en el Reino Unido, siendo las restantes montadas en las instalaciones de Amadora de la compañía Sociedades Reunidas de Fabricações Metálicas. Fueron creadas en las oficinas de Contumil, junto a la ciudad de Oporto.
Este enorme inversión, hasta la fecha, para modernizar la capacidad de respuesta de la operadora Caminhos de Ferro Portugueses, fue esencialmente destinado, en la red de vía ancha, a terminar con la tracción a vapor, produciendo esto en la década de 1970, quedando confinada a la red de vía métrica. En 1989, se encontraban efectuando el servicio Expresso Estremadura, entre Lisboa y Badajoz.
En 2001, la continuidad de esta serie al servicio estaba asegurada, siendo retiradas solo las unidades cuyo costo de reparación de averías o accidente fuese muy elevadas; previéndose que las locomotoras número 1424 y 1453 fuesen integradas en la colección del Museo Nacional Ferroviario, siendo esta última decorada con el esquema de colores original, azul y blanco. En este año, algunas de las locomotoras se encontraban remolcando las composiciones de los servicios Regionales, como el servicio entre Portalegre y Entroncamento, así como el InterRegional.
La serie más exitosa aun hoy en servicio, se tornó en uno de los iconos ferroviarios en Portugal, siendo sus servicios a lo largo de los años diversos, y en toda la red. Debido a su elevado número, y diversidad de condiciones en que operan, fueron, no obstante, las unidades que sufrieron más accidente.
Con la reciente retirada de servicio de maniobras de las Sentinel (Serie 1150), algunas de estas locomotoras fueron transferidas a este servicio. También muchas integraron el paquete de ventas de material circulante usado de la operadora Comboios de Portugal a compañías ferroviarias de Argentina. Un dato curioso, es que en Argentina se las conoce como "pochocleras" debido al rugido de su motor que se asemeja al ruido del pochoclo cuando estalla.

## Ficha técnica

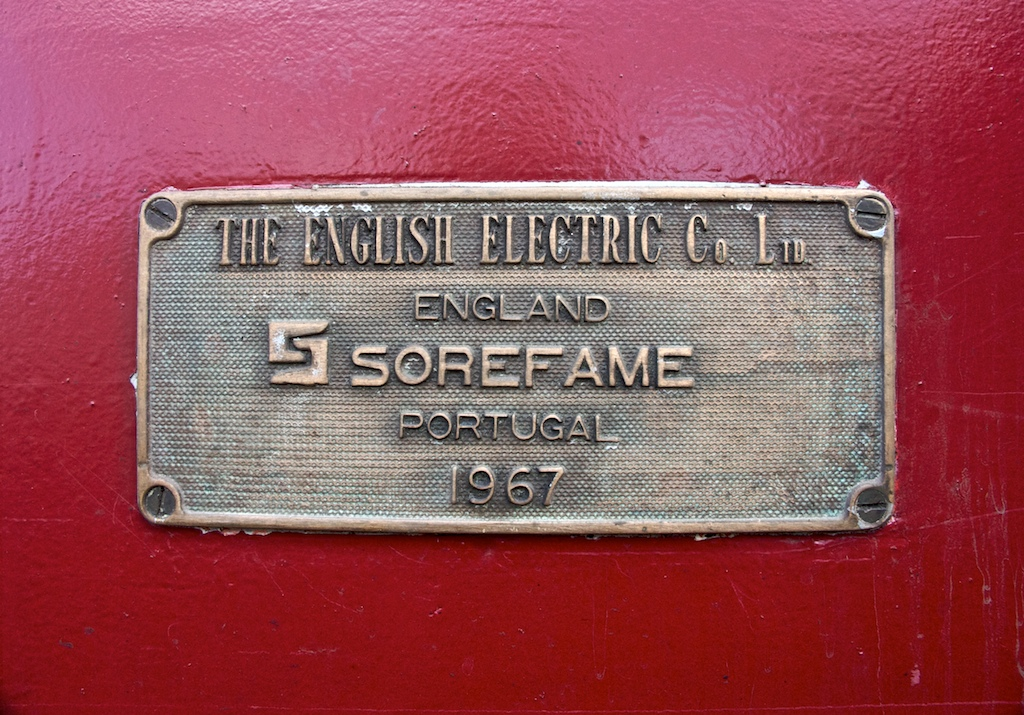
Pormenor de la placa de la locomotora número 1449.

- Tipo de tracción: Diesel-eléctrica[2]
- Partes Mecánicas (fabricante): Sociedades Reunidas de Fabricações Metálicas[4]
- Año de Entrada en Servicio: 1967 / 1969[6]
- Numeración UIC de la Serie: 9 0 94 1 101401 a 1467
- Número de unidades construidas: 67 (1401-1467)[6]
- Velocidad máxima: 105 km/h[6]
- Largo (entre topes): 12,720 m
- Motores de tracción (fabricante): English Electric[4]
- Potencia (ruedas): 970 cv
- Ancho de via: 1668 mm
- Disposición de los ejes: Bo' Bo'[5]
- Transmisión (fabricante): English Electric[3]
- Transmisión (tipo): Eléctrica[6]
- Freno (fabricante): Westinghouse Brake and Signal
- Tipo da locomotora (constructor): LD 844 C
- Diámetro de ruedas (nuevas): 950 mm
- Número de cabinas de conducción: 1 (Comando izquierda-derecha)
- Freno neumático: Vacío "Dual"
- Areneros (número): 8
- Sistema de hombre muerto: Davies & Metcalf
- Comando en unidades múltiples: Hasta 3 - acoplamiento en las locomotoras de la Serie 1800
- Lubrificadores de verdugos (fabricante): Lubrovia
- Registrador de velocidad (fabricante): Hasler
- Esfuerzo de tracción:
  - En el arranque: 16.100 kg
  - En el reg. cont.: 14.200 kg
  - Velocidad correspondiente al régimen continuo: 19 km/h
  - Esfuerzo de tracción a velocidad máxima: 2400 kg
- Pesos (vazio) (T):
  - Motor diesel: 12,09
  - Generador principal: 4,76
  - Motor de tracción: 2,04
  - Bogies completos: 2 x 11,2
- Pesos (aprovisionamientos) (T):
  - Combustible: 1,876
  - Aceite del diesel: 0,380
  - Agua de refrigeración: 0,470
  - Arena: 0,660
  - Personal y herramientas: 0,200
  - Total: 3,568
- Pesos (total) (T):
  - Peso en Vacío: 60,80
  - Peso en marcha: 64,40
  - Peso máximo: 64,40
- Motor diesel de tracción:
  - Cantidad: 1
  - Tipo: 8 CSVT
  - Número de tiempos: 4
  - Disposición y número de cilindros: 8 v
  - Diámetro y curso: 254,0 x 304,8 mm
  - Cilindrada total: 123,5 t
  - Sobrealimentación: Si
  - Potencia nominal (U. I. C. 623): 1370 cv
  - Velocidad nominal: 650 rpm
  - Potencia de utilización: 1330 Cv[5]
- Transmisión de movimiento:
  - Tipo: 1 - Generador CO EE 819; 4 motores de tracción EE 548
  - Características esenciales: Suspensión por el morro; ventilación forzada; relación de engranajes: 72:15
- Equipamiento de aporte eléctrico:
  - Constructor: No tiene
  - Características esenciales: No tiene

## Lista de material (2001)[3]
- 1401: En servicio
- 1402: En servicio
- 1403: Desmontada después de la colisión con la 1420 en Valongo el 8 de enero de 1979
- 1404: En servicio
- 1405: En servicio
- 1406: En servicio
- 1407: Desmontada después del descarrilamiento sobre el Río Duero en Ermida en diciembre de 2000
- 1408: En servicio
- 1409: En servicio
- 1410: En servicio
- 1411: En servicio
- 1412: En servicio
- 1413: En servicio
- 1414: En servicio
- 1415: En servicio
- 1416: En servicio
- 1417: En servicio
- 1418: En servicio
- 1419: En servicio
- 1420: Desmontada después de la colisión con la 1403 en Valongo el 8 de enero de 1979
- 1421: En servicio
- 1422: En servicio
- 1423: En servicio
- 1424: En servicio, con integración prevista en el Museo Nacional Ferroviario
- 1425: En servicio
- 1426: En servicio
- 1427: En servicio
- 1428: En servicio
- 1429: En servicio
- 1430: Desmontada después del descarrilamiento sobre el Río Tajo, entre Barca de la Amieira y Vila Velha de Ródão en noviembre de 1989
- 1431: En servicio
- 1432: En servicio
- 1433: Desmontada después de la colisión con la 1443 entre Casa Blanca y Alcáçovas el 22 de noviembre de 1973
- 1434: En servicio
- 1435: En servicio
- 1436: En servicio
- 1437: En servicio
- 1438: En servicio
- 1439: Desmontada después de haber colisionado con la locomotora número 1961 en Alcafache el 11 de septiembre de 1985
- 1440: En servicio
- 1441: En servicio
- 1442: En servicio
- 1443: Desmontada después de la colisión con la 1433 entre Casa Blanca y Alcáçovas el 22 de octubre de 1973
- 1444: En servicio
- 1445: En servicio
- 1446: En servicio
- 1447: En servicio
- 1448: En servicio
- 1449: En servicio
- 1450: En servicio
- 1451: En servicio
- 1452: En servicio
- 1453: En servicio, con integración prevista en el Museo Nacional Ferroviario
- 1454: En servicio
- 1455: En servicio
- 1456: En servicio
- 1457: En servicio
- 1458: En servicio
- 1459: En servicio
- 1460: En servicio
- 1461: Retirada de servicio debido a un accidente
- 1462: En servicio
- 1463: En servicio
- 1464: En servicio
- 1465: En servicio
- 1466: En servicio
- 1467: En servicio